# Schaal Sels 2004
La Schaal Sels 2004, settantanovesima edizione della corsa, si svolse il 31 agosto 2004 su un percorso di 195 km, con partenza e arrivo a Merksem. Fu vinta dal belga Geoffrey Demeyere della Vlaanderen-T-Interim davanti al suo connazionale Peter Wuyts e all'olandese Peter van Agtmaal.

## Ordine d'arrivo (Top 10)
| Pos. | Corridore         | Squadra                          | Tempo    |
| ---- | ----------------- | -------------------------------- | -------- |
| 1    | Geoffrey Demeyere | Vlaanderen-T-Interim             | 4h32'35" |
| 2    | Peter Wuyts       | MrBookmaker-Palmans              | a 3"     |
| 3    | Peter van Agtmaal | AXA-Cycling Team                 | a 15"    |
| 4    | Stefan van Dijk   | Lotto-Domo                       | a 1'37"  |
| 5    | Jans Koerts       | Chocolade Jacques-Wincor Nixdorf | s.t.     |
| 6    | Michel Vanhaecke  | MrBookmaker-Palmans              | s.t.     |
| 7    | Wilco Zuijderwijk | Van Vliet-EBH advocaten          | s.t.     |
| 8    | Hilton Clarke     | Oktos                            | s.t.     |
| 9    | Roy Curvers       | Van Hemert-Eurogifts             | s.t.     |
| 10   | Mathew Hayman     | Rabobank                         | s.t.     |